# Cladochytrium replicatum
Cladochytrium replicatum är en svampart som beskrevs av Karling 1931. Cladochytrium replicatum ingår i släktet Cladochytrium och familjen Cladochytriaceae.   Inga underarter finns listade i Catalogue of Life.